# Cuentos fatales
Cuentos fatales es una recopilación de cuentos del escritor argentino Leopoldo Lugones. Publicado en 1924, este libro reúne cinco relatos que aparecieron en el diario La Nación entre los años 1923 y 1924.

## Contenido
- El vaso de alabastro
- Los ojos de la reina
- El puñal
- El secreto de Don Juan
- Águeda